# Anagrus minutus
Anagrus minutus (лат.) — вид хальцидоидных наездников рода Anagrus из семейства Mymaridae. Паразиты яиц насекомых.

## Распространение
Юго-Восточная Азия: Китай.

## Описание
Мелкие хальцидоидные наездники, отличающиеся следующими признаками: жёлтого цвета насекомые, скапус усика, ноги, грудь желтовато-коричневые, брюшко тёмно-коричневое; соотношение антенномеров (F1=1) — 3.9: 2.3: 1: 1.4: 1.4: 1.6: 1.5: 1.8: 5.4; соотношение длины яйцеклада к длине передней голени — от 2,7 до 3,0.
Длина тела около 1 мм. Усики нитевидные. По числу сегментов антенн наблюдается половой диморфизм: жгутик самок 6-члениковый (усики 9-члениковые) и у самцов жгутик 11-члениковый (усики 13-члениковые). Лапки состоят из 4 сегментов. Четыре перепончатых крыла (задняя пара меньше передней) с полностью редуцированным жилкованием. Брюшко стебельчатое.
Эндопаразиты на яйцах насекомых: Sogatella furcifera (Delphacidae). Вид был впервые описан в 1998 году, а его валидный статус подтверждён в 2015 году в ходе мировой ревизии рода, проведённой российско-американским гименоптерологом Сергеем Владимировичем Тряпицыным (Entomology Research Museum, Department of Entomology, Калифорнийский университет в Риверсайде, Калифорния, США).